# Вілмош Другет
Вілмош Другет (Віллерм Друґет, угор. Drugeth Vilmos; пом. 1342) — державний і військовий діяч Угорського королівства.

## Життєпис
Походив із франкського знатного роду з Неаполітанського королівства. Старший син Яноша Другета, палатина Угорщини. Службу розпочав при батькові.
У 1327 році після смерті стрийка Філіппа отримав право на частку його майна, але лише 1328 року це закріпили відповідними грамотами. 1330 року брав участь у поході під керівництвом батька на допомогу Польщі проти Тевтонського ордену. Того ж року призначений ішпаном комітатів Спиш і Уйвар.
1333 році стає також ішпаном комітатів Земплин, Унг, Шариш, Торна, Гемер, Гевеш і Боршод. В тому ж році після смерті батька успадкував значні володіння. 1334 року супроводжував короля Карла Роберта до Неаполя. По поверненню того ж року призначено палатином королівства.
Продовжив підготовку з'їзду королів, розпочату батьком. Вона відбулася 1335 року у Вишеграді. Того ж року отримав 10 сіл, що належали померлому Домокошу Надошді, а невдовзі разом з братами став власником 15 сіл в 30 000 холдів.
1337 року брав участь у поході проти імператора Священної Римської імперії Людвіга IV. Діяв у Сілезії на користь польського короля Казимира III, проте без значного успіху. Підготував Другий з'їзд монархів у Вишеграді, що відбувся 1339 року. 
У 1340 року спробував піти з посади, проте не отримав згоди короля. Невдовзі очолив війська на першому етапі війни за галицько-волинську спадщину. 20 квітня виступив на схід, захопивши до 7 травня Тустань, Галич і Теребовлю. 
21 липня 1342 року був учасником коронації Лайоша I. У вересні того ж року Вілмош Другет помер. Його володіння поділили брати Міклош і Янош.

## Володіння
Мав значні статки, серед яких були замки Соланц і Гйонц в комітаті Абауй, Регейц, Токай, Поріч і Барко в комітаті Земплин, Єсенев у комітаті Унґ, Палоча у комітаті Шарош, Соколя, Подолін, Лубло та Дунаєць у комітаті Спиш, Требич у Моравії. Також мав численні маєтності в Неаполітанському королівстві.